# シャーゴッティ隕石
シャーゴッティ隕石（シャーゴッティいんせき、英語: Shergotty meteorite）は、1865年8月25日にインドビハール州ガヤー県のシャーゴッティに落下した5-キログラム (11 lb)の火星隕石。シャーゴッタイト火星隕石の最初の例。落下後すぐに目撃者により回収された。
隕石は比較的若いもので、放射年代測定の結果によれば41億年前のマグマが固まったもの。
ほとんど輝石から成り、地球に落下する以前に幾世紀の間、水性の変化を経験してきたと考えられている。内部にはバイオフィルムや微生物群落の遺物と思われるものがある。